# Бугуджате
Бугуджате, Буґуджате (італ. Buguggiate) — муніципалітет в Італії, у регіоні Ломбардія, провінція Варезе.
Бугуджате розташоване на відстані близько 530 км на північний захід від Рима, 50 км на північний захід від Мілана, 7 км на південний захід від Варезе.
Населення — 3099 осіб (2014).
Покровитель — святий Віктор.

## Демографія
Населення за роками:

Станом на 1 січня 2023 року в муніципалітеті офіційно проживало 107 іноземців з 24 країн, серед них 26 громадян країн Євросоюзу та 27 громадян України.

## Сусідні муніципалітети
- Аццате
- Брунелло
- Гаццада-Ск'янно
- Варезе